# Rhytiphora fumata
Rhytiphora fumata là một loài bọ cánh cứng trong họ Cerambycidae.